# Callianassa
Callianassa (лат.) — род морских десятиногих ракообразных из семейства Callianassidae. Обнаружен в умеренных, субтропических и тропических водах северного и южного полушарий в Тихом, Атлантическом и Индийском океанах.
В греческой мифологии Каллианасса (древнегреч: Καλλιάνασσα Kallianassa означает «прекрасная царица») была одной из 50 нереид, морских нимф, дочерей «морского старца» Нерея и океаниды Дориды.

## Описание
Карапакс с дорсальным овалом; ростральный шип присутствует или отсутствует. Глазные стебли обычно дорсовентрально уплощены, сближены, роговица дорсальная, субтерминальная, дисковидная или уплощённая. Уропод слабо или отчётливо длиннее тельсона, дистально усечённый или округлый.

## Классификация
В составе рода было описано более 100 видов, но часть видов перенесены в другие роды или их статус неясен. Род был впервые выделен английским зоологом и морским биологом Уильямом Личем (1791—1836).
- Callianassa affinis A. Milne-Edwards, 1861
- Callianassa anoploura Sakai, 2002[8]
- Callianassa australis Kensley, 1974[9]
- Callianassa chakratongae Sakai, 2002[8]
- Callianassa diaphora Le Loeuff & Intes, 1974
- Callianassa exilimaxilla Sakai, 2005[10]
- Callianassa gruneri Sakai, 1999
- Callianassa longicauda Sakai, 1967
- Callianassa marchali Le Loeuff & Intes, 1974
- Callianassa nigroculata Sakai, 2002
- †Callianassa ocozocoautlaensis Hyžný, Vega & Coutiño, 2023[11]
- Callianassa ogurai  Henmi, Itani, Osawa & Komai, 2022[12]
- Callianassa persica Sakai, 2005[10]
- Callianassa plantei Sakai, 2004[13]
- Callianassa propriopedis Sakai, 2002[8]
- Callianassa rathbunae Glaessner, 1929
- Callianassa stenomastaxa Sakai, 2002[8]
- Callianassa subterranea (Montagu, 1808)
- Callianassa tenuipes Sakai, 2002[8]
- Callianassa timiris  (Sakai, Türkay, Beuck & Freiwald, 2015)[14]
- другие